# Japońska Formuła 4
Japońska Formuła 4 – seria wyścigów samochodowych według przepisów Formuły 4, organizowana od 2015 roku w Japonii.

## Historia
Powstanie serii zostało ogłoszone 16 grudnia 2014 roku. Organizatorem serii jest GT Association. Przy tworzeniu serii założono, iż samochody będą japońskie, stąd dostawcą nadwozi jest Dome, silniki dostarcza TOM'S, a opony Dunlop. Ponadto każdy wyścig Japońskiej Formuły 4 stanowi zawody towarzyszące Super GT.

## Mistrzowie
| Sezon | Mistrz        | Zespół                      | Samochód               | Mistrz zespołów             |
| ----- | ------------- | --------------------------- | ---------------------- | --------------------------- |
| 2015  | Shō Tsuboi    | TOM'S Spirit                | Dome F110-TOM'S Toyota | TOM'S Spirit                |
| 2016  | Ritomo Miyata | TOM'S Spirit                | Dome F110-TOM'S Toyota | Honda Formula Dream Project |
| 2017  | Ritomo Miyata | TOM'S Spirit                | Dome F110-TOM'S Toyota | Honda Formula Dream Project |
| 2018  | Yūki Tsunoda  | Honda Formula Dream Project | Dome F110-TOM'S Toyota | Honda Formula Dream Project |
| 2019  | Ren Satō      | Honda Formula Dream Project | Dome F110-TOM'S Toyota | Honda Formula Dream Project |